# 內衛星
內衛星是天文學上在低傾斜軌道上跟隨著順行大衛星的小天體。人們通常認為它們在原始行星融合時就在當地同時一起生成的。海王星的衛星是個例外，它們被認為是原始天體的一部分，在遭受破壞後又被捕獲成為衛星崔頓 。內衛星會比臨近的規則衛星更接近母行星，它們的週期短（通常在一天以內）、質量低、體積小和形狀不規則。

## 發現
目前已知的內衛星有30顆，它們都環繞著四顆氣體巨行星（木星、土星、天王星、海王星）。因為它們的體積小，和在臨近母行星炫目的強光下，從地球上很難觀察到它們。一些衛星，像是土星的潘、達佛涅斯，海王星的那伊阿得斯，都只有太空船曾經觀測過。
第一顆被觀測到的內衛星是木星的衛星阿馬爾塞，它是在1892年被愛德華·埃默森·巴納德發現的。第二顆是1966年發線的土星衛星厄庇墨透斯和傑納斯，這兩顆衛星是共軌衛星（也就是說，它們共用相同的軌道），直到航海家1號飛越之後的1980年，解決了它們在軌道上造成的困惑。其餘的內衛星絕大部份都是航海家1號和航海家2號於1979年飛越木星、1980年飛越土星、1986年飛越天王星和1989年飛越海王星時發現的。 
最近發現的兩顆內衛星是透過哈伯太空望遠鏡在2003年發現的天王星衛星（瑪布和邱比特）和在2005年由卡西尼號發現的土星衛星，達佛涅斯。

## 軌道
所有內衛星的軌道都是接近圓形的順行軌道，離心率的中值是0.001，離心率最大的是木星的衛星特貝（0.0177）。它們各自相對於母行星赤道平面的軌道傾角也非常的低。除了一顆之外，所有內衛星的軌道傾角皆小於1°，它們的中值是0.1°。Naiad，最接近海王星的一顆衛星，它的傾斜是異常的，相對於赤道高達 4.75 °。
最內層的衛星軌道在行星環內，也就是在流體的洛希極限內，只靠著內部的力量和它們之間的摩擦力使它們不會被潮汐力撕裂開。這意味著，如果一顆鵝卵石被放在這個區域內的衛星上，潮汐力的強度將超過岩石本身的引力，於是這顆鵝卵石會受到潮汐力的吸引而離開這顆衛星。這也是為甚麼這 些衛星的照片都顯示出它們周圍都是乾乾淨淨的，沒有鵝卵石，也沒有塵埃和岩石。
最極端的例子就是土星的衛星潘，它的軌道在流體的洛希極限內70%的地方，以及海王星的衛星Naiad。Naiad的密度仍未知，海王星精確的洛希極限也是未知的。但如果它的密度低於1100公斤/ m ³ ，它就會比潘更深限在洛希極限內。
這些衛星中，有些軌道週期比行星的自轉週期還要短的會經歷潮汐減速，導致以逐漸衰減的軌道週期螺旋的朝向行星。在遙遠的未來，這些衛星將撞擊行星或是因深陷於洛希極限內而遭到毀壞成為碎片。受到這種影響的衛星是木星的墨提斯和阿德剌斯忒亞，和天王星與海王星主要的內衛星− 以及外側的，包括天王星的Perdita和海王星的拉里薩。然而，沒有一顆土星的衛星經歷這種效應，這是因為土星的自轉非常的快速。

## 物理特性

### 尺度
相較於行星的主要衛星，這些內衛星都非常小。由於太小，所以自身的重力無法達成重力塌縮的橢球形狀，有許多都是極端瘦長的，例如像木星的阿瑪爾塞，它的長度就是寬度的兩倍。到目前為止，最大的內衛星是海王星的普羅透斯，它是接近球形，長徑大約440公里的，但球形並非重力塌縮的結果。大多數已知的內衛星直徑都在50-200公里之間，而被確認為最小的內衛星是土星的達佛涅斯，大小只有6-8公里。靠近土星的F環，還有未確認的內衛星，像是S/2004 S6，如果它們不是塵埃的瞬態叢集，可能就是更小的衛星。卡西尼太空船最近發現的徵兆（小塵埃環）顯示可能有更小的內衛星存在於卡西尼縫。已知的外行星最小內衛星尺度著與太陽距離的增加而增加，但這一趨勢被認為是照明和觀測條件越來越困難所導致的，並非物理性質上的趨勢。最終，還是會發現更小的內衛星。

### 自轉
所有的內衛星都是潮汐鎖定的，這就是它們公轉的週期和自轉是同步的，只以同一面朝向母行星。其長軸通常是對齊的指向母行星。

### 表面
木星、天王星和海王星的所有內衛星表面都非常黑暗，反照率在0.06（墨提斯）到0.10（阿德剌斯忒亞）之間。相較之下，土星的內衛星表面就非常明亮了，反照率在0.4至0.6之間。 這被認為是因為它們在軌道上行經環時，表面布滿了來自環中的新鮮冰。圍繞其它行星的內衛星可能經歷過太空風化而變暗。沒有任何一顆已知的內衛星有大氣層。

### 環型山
內衛星的影像顯示表面有大量的環形山。由於引力聚焦，靠近巨行星的內衛星環型山數量在比率上大於外側的主要衛星：環繞太陽的天體在行經鄰近巨大行星附近的廣大空間時，由於引力會使它朝向行星偏轉，因此在給定的截面積裡，撞擊行星的潛在威脅是遠遠大於行星際空間。其結果是，估計在比太陽系年齡短的時間尺度內，在內軌道的天體因遭遇多次撞擊的破壞而變小。這對殘留的內衛星大小給了較低的限制。

### 環物質的累積
至少有兩顆土星的內衛星（阿特拉斯和捕羅米修斯）有赤道脊，而在阿特拉斯的脊特別突出。此外，潘朵拉因為某些細緻的顆粒覆蓋而泛紅。有人認為這些特徵是衛星是吸附了環中的物質造成的，這些過程的進一步的證據可能包括這些衛星的低密度（由於，或許是這些累積上的材料是鬆散的）和它們的高反照率。人們一直認為普羅米修斯周期性的與Ｆ環接近會吸收到一些瀰漫性的物質。

## 內衛星表

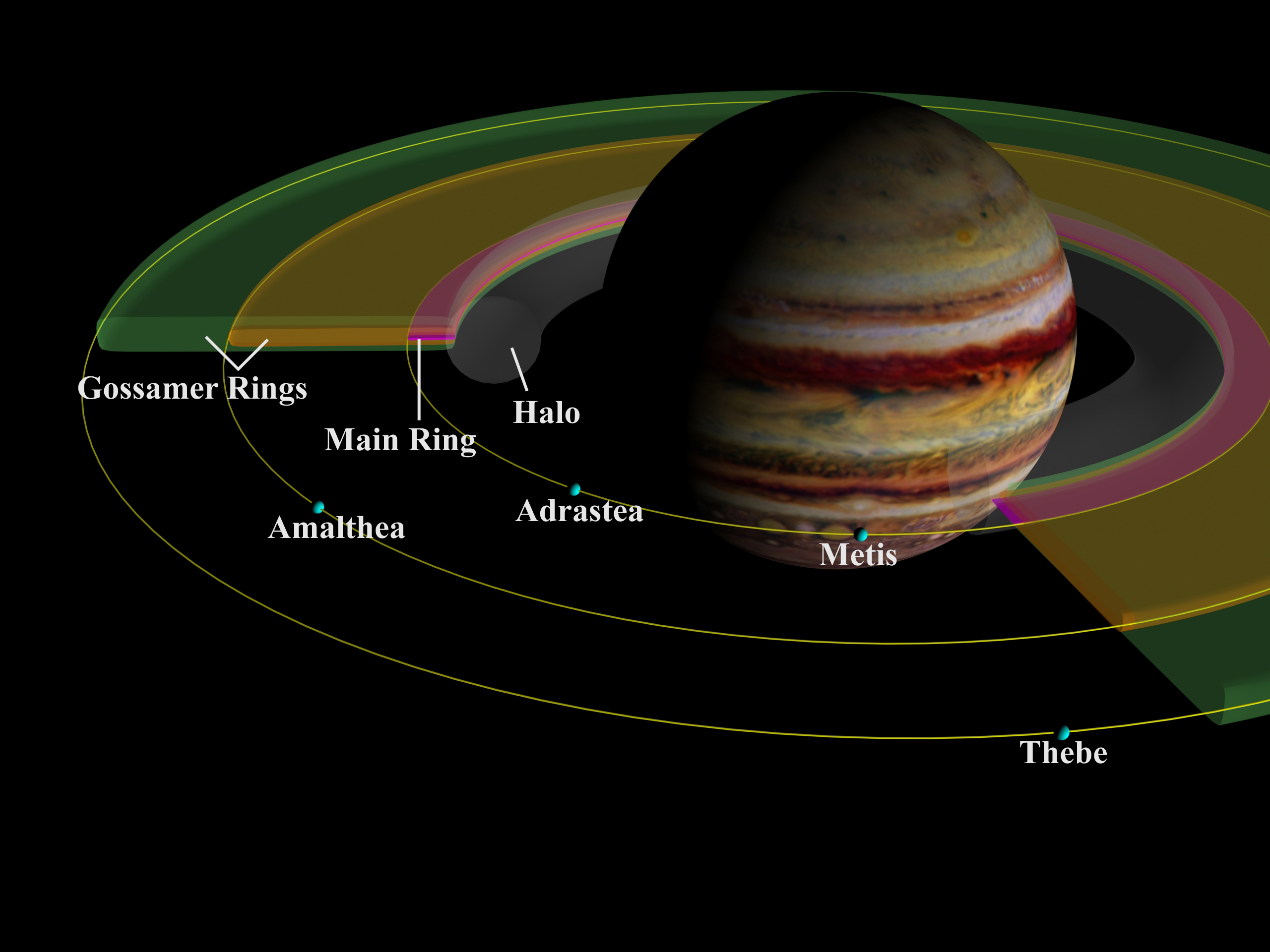
木星的內衛星和環。

### 木星的內衛星
木星擁有最少的內衛星，只有下列4顆：
- 墨提斯
- 阿德剌斯忒亞
- 阿馬爾塞
- 特貝

### 土星的內衛星
土星的七顆內衛星都與它的環系統有著密切的關聯，許多都在環的內部環繞著，創造出環縫或是成為那些小環的牧羊犬衛星。.
- 潘：在土星A環的恩克環縫內的牧羊犬衛星。
- 達佛涅斯：在土星A環的基勒環縫內的牧羊犬衛星。
- 阿特拉斯 –在土星環A環外緣的牧羊犬衛星。
- 普羅米修斯和潘朵拉：分別在土星相對而言很狹窄的F環內側和外側的牧羊犬衛星。
- 厄庇墨透斯和傑納斯：這兩顆衛星是共軌衛星，它們週期性的互相交換軌道。

大量的局部性天體，像是S/2004 S 3、S/2004 S 4、和S/2004 S 6，有時只是灰塵凝聚的光暈，在F環附近曾目睹這些天體，但目前不清楚是否都是瞬凝團塊，還是有一些可能是固體的小衛星。 

### 天王星的內衛星

天王星衛星系統示意圖。

天王星有迄今所知最廣闊的內衛星系統，包含13顆已知的衛星：
- Cordelia和Ophelia – 分別是天王最亮的環，狹窄的ε環，內側和外側的牧羊犬衛星。
- Bianca
- Cressida
- Desdemona
- Juliet
- Portia：與環R/2003 U 2相關聯
- Rosalind
- 邱比特
- Belinda
- Perdita
- 波克
- 瑪布：與環R/2003 U 1相關聯

### 海王星的內衛星
海王星有6顆已知的內衛星：
- Naiad
- Thalassa
- Despina
- Galatea：非常狹窄、破裂成弧狀的亞當斯環較內側的牧羊犬衛星。
- 拉里薩
- Proteus

它們被認為是海王星原始衛星的碎片重新堆積而成的礫石堆。這些衛星在崔頓被以離心率很大的初始軌道捕獲之後，定期的受到攝動，造成這些衛星之間的碰撞，導致這些碎片的命運在崔頓的軌道變圓之後不是流離失所，而是重新生長成為目前的內衛星。

## 探測
大部分內衛星的影像都來自太空船航海家1號和航海家2號，多數的主體在影像圖中的僅是一個畫素單元，或是在解析上只跨越幾個畫素。但是下列幾顆衛星已經有很詳細的影像：
| 行星   | 太空船                              | 太空船                              | 太空船        | 太空船                                       |
| 行星   | 航海家1號                           | 航海家2號                           | 伽利略號      | 卡西尼號                                     |
| 木星   | 阿馬爾塞                            |                                     | 阿馬爾塞 特貝 |                                              |
| 土星   | 潘朵拉 普羅米修斯 傑納斯 厄庇墨透斯 | 潘朵拉 普羅米修斯 傑納斯 厄庇墨透斯 |               | 阿特拉斯 潘朵拉 普羅米修斯 傑納斯 厄庇墨透斯 |
| 天王星 |                                     | 波克                                |               |                                              |
| 海王星 |                                     | 拉里薩 普羅透斯                     |               |                                              |